# Ugarchin (huyện)
Ugarchin là một huyện thuộc tỉnh Lovech, Bungaria. Dân số thời điểm năm 2001 là 8561 người.